# Bosch (empresa)
Robert Bosch GmbH comumente conhecida como Bosch (estilizada como BOSCH) é uma empresa multinacional alemã de engenharia e tecnologia com sede em Gerlingen, na Alemanha. A empresa foi fundada por Robert Bosch em Estugarda, em 1886. Bosch é subsidiária do Robert Bosch Stiftung (Instituto Robert Bosch), uma instituição de caridade que detém 94% de participação no capital social da empresa.
Suas operações principais dividem-se entre quatro setores de negócio: Soluções para Mobilidade, Tecnologia Industrial, Bens de Consumo e Energia e Tecnologia Predial.
Emprega cerca de 420.300 colaboradores em todo o mundo e registrou faturamento de 88,4 bilhões de euros (posições de 2022).

## História

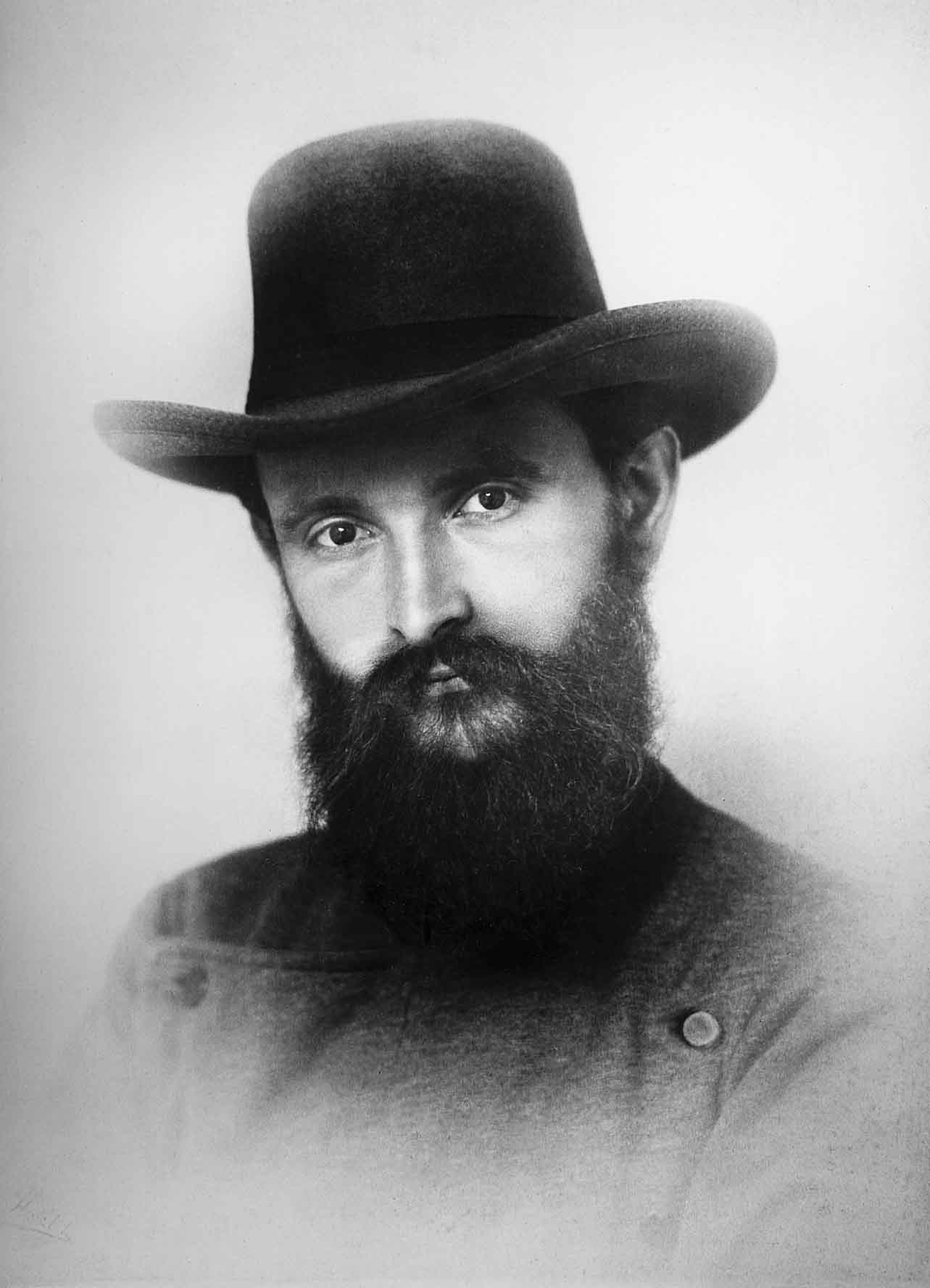
Robert Bosch, fundador da empresa, em 1888.

Os principais produtos da empresa são componentes automotivos (incluindo freios, controles, acionamentos elétricos, eletrônicos, sistemas de combustível, geradores, motores de arranque e sistemas de direção), produtos industriais (incluindo drives e controles, tecnologia de embalagem e bens de consumo) e produtos de construção (incluindo eletrodomésticos, ferramentas elétricas, sistemas de segurança e termotecnologia).
A Bosch em Portugal e no Brasil são filiais do Grupo Bosch, uma das maiores sociedades industriais privadas a nível mundial. O grupo Bosch opera em várias áreas nomeadamente na tecnologia automóvel, tecnologia industrial (automação e equipamentos de embalagem), tecnologias de construção (ferramentas eléctricas) e na produção de bens de consumo (termotecnologia, electrodomésticos e sistemas de segurança).
O grupo Bosch é detido em 92% pela Fundação Robert Bosch tem a seu cargo as actividades filantrópicas e sociais tal como estipulou o seu fundador, alargando os seus objectivos para corresponder à sociedade moderna. A fundação utiliza os seus fundos para apoio a actividades interculturais, de carácter social e investigação médica.
Segundo números de 2011, a sociedade empregava 302.500 colaboradores mundialmente com um volume de negócios mundial de 51,5 bilhões de euros. O sector de investigação e desenvolvimento beneficiou de um investimento de 4,2 mil milhões de euros.

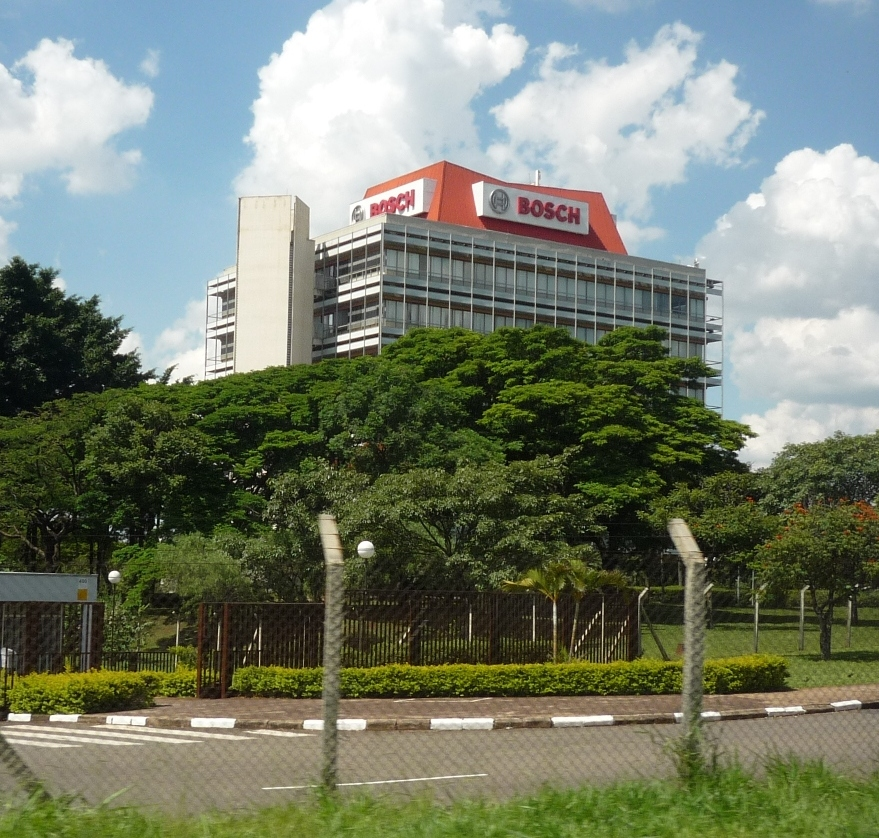
Sede em Campinas.

O Grupo Bosch está presente na América do Sul desde 1924, chegando ao Brasil em 1954; e suas unidades localizam-se em Campinas, São Paulo, Sorocaba, Simões Filho e Curitiba. Emprega cerca de 11.000 colaboradores, faturando cerca de R$ 4,5 bilhões anuais no país.

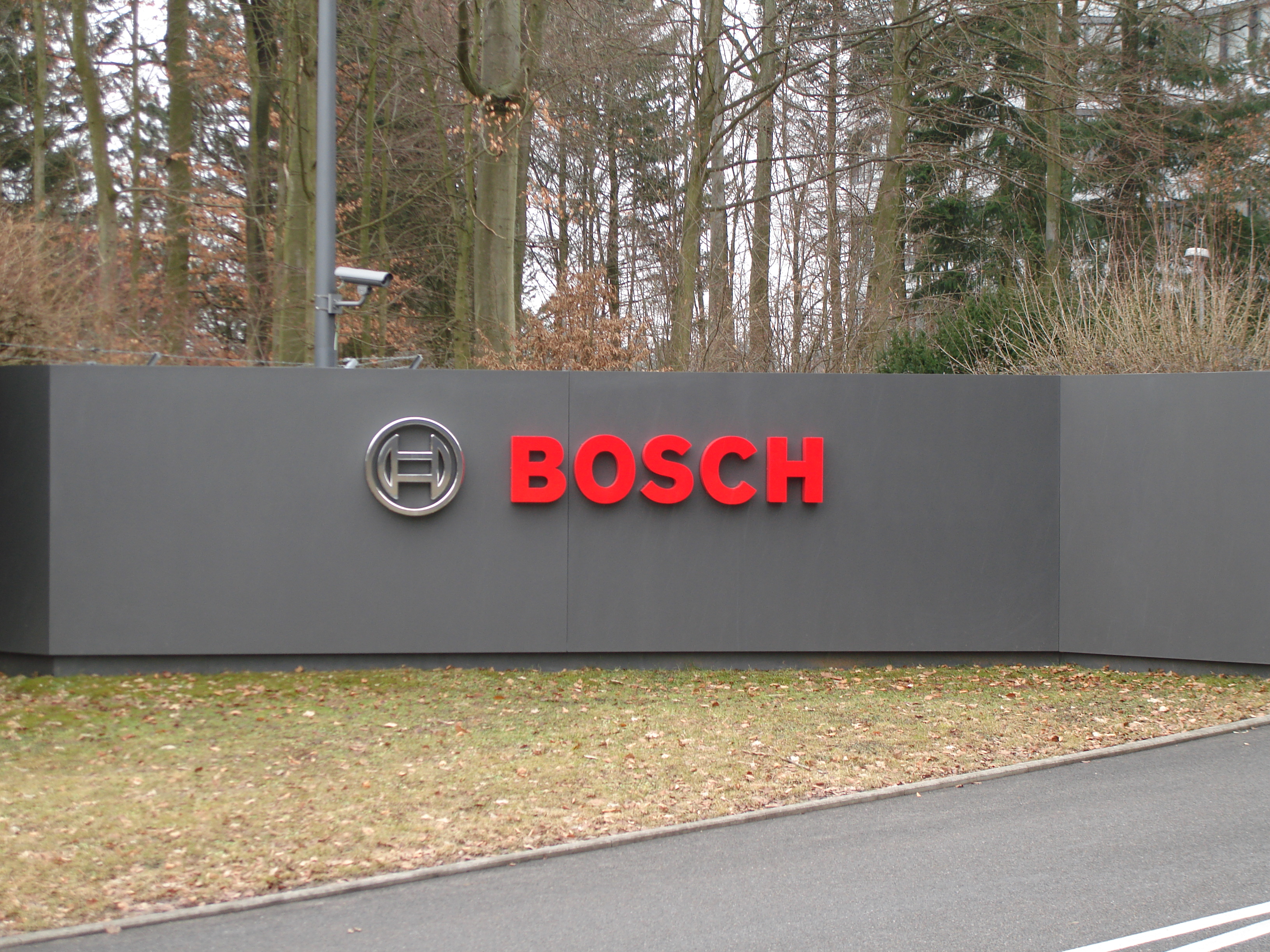
Logotipo da empresa

O Grupo Bosch possui sua sede em Portugal na cidade de Lisboa, empregando 3 845 pessoas em cinco empresas detidas a 100% pela Bosch e uma movimentação anual de vendas no valor de € 1.047 milhões. Entre outras, detém a Vulcano, empresa de esquentadores que produz a marca homónima.
Entre os negócios da Bosch estão:
- Fabricação de produtos automotivos (para o automóvel, como freios ABS)
- Fabricação de produtos para o consumidor final (eletrodomésticos, ferramentas elétricas, aquecedores etc.)
- Engenharia de serviços industriais
- Tecnologia de embalagem, motores elétricos, ferramentas pneumáticas
- Sistemas de segurança